# ان‌جی‌سی ۳۱۴
ان‌جی‌سی ۳۱۴ (انگلیسی: NGC 314) نام یک کهکشان عدسی در صورت فلکی سنگتراش است.